# Parafia św. Marii Magdaleny w Brzeźnicy
Parafia Świętej Marii Magdaleny w Brzeźnicy – rzymskokatolicka parafia we wsi Brzeźnica, należąca do dekanatu Żagań diecezji zielonogórsko-gorzowskiej, metropolii szczecińsko-kamieńskiej w Polsce, erygowana w XIV wieku.

## Proboszczowie
- ks. kan. Paweł Bryk (2015–2023)[1]
- ks. mgr Roman Malinowski (od 2023 administrator, od 2024 proboszcz)[1]